# Discographie de Brown Eyed Girls
La discographie du girl group sud-coréen Brown Eyed Girls se compose de six albums studio, trois extended plays, un album compilatif et dix-huit singles. En 8 ans d'activité, elles se classent dans le top 5 des artistes ayant le plus de hits à l'état digital au cours de la dernière décennie.

## Albums

### Albums studio
| Titre | Détails sur l'album | Meilleure position | Meilleure position | Meilleure position | Ventes                        |           |
| Titre | Détails sur l'album | COR                | JPN                | US World           | Ventes                        |           |
| En coréen | En coréen | En coréen          | En coréen          | En coréen          | En coréen                     | En coréen |
| --- | --- | ------------------ | ------------------ | ------------------ | ----------------------------- | --------- |
| Your Story | - Date de sortie: 2 mars 2006 - Réédition: 25 août 2006 - Label: Nega Network - Format: CD, cassette, téléchargement                            | 14 N/A             | —                  | —                  | - COR: 19,015+ - COR: 5,404+  |           |
| Tteonara Ms. Kim (떠나라 미스김) | - Date de sortie: 6 septembre 2007 - Label: Nega Network, Seoul Records - Format: CD, téléchargement                                            | 9                  | —                  | —                  | - COR: 10,438+                |           |
| Sound-G | - Date de sortie: 20 juillet 2009 - Réédition: 2 novembre 2009 - Label: Nega Network, Mnet Media, Sony Music Japan - Format: CD, téléchargement | 3 1                | 54                 | —                  | - COR: 142,229+ - JPN: 4,563+ |           |
| Sixth Sense | - Date de sortie: 23 septembre 2011 - Réédition: 9 novembre 2011 - Label: Nega Network, LOEN Entertainment - Format: CD, téléchargement         | 2 6                | —                  | —                  | - COR: 25,746+ - COR: 7,958+  |           |
| Black Box | - Date de sortie: 29 juillet 2013 - Label: Nega Network, LOEN Entertainment - Format: CD, téléchargement                                        | 5                  | —                  | —                  | - COR: 9,835+                 |           |
| Basic | - Date de sortie: 5 novembre 2015 - Label: Mystic Entertainment, LOEN Entertainment - Format: CD, téléchargement                                | 8                  | —                  | 14                 | - COR: 4,968                  |           |
| "—" signifie que le morceau ne s'est pas classé ou n'est pas sorti dans cette région. Le second numéro (classement et ventes) fait référence à la réédition. | |                    |                    |                    |                               |           |

### Extended plays
| Titre                                                                                 | Détails sur l'album                                                                                 | Meilleure position | Meilleure position | Ventes        |           |
| Titre                                                                                 | Détails sur l'album                                                                                 | COR                | JPN                | Ventes        |           |
| En coréen                                                                             | En coréen                                                                                           | En coréen          | En coréen          | En coréen     | En coréen |
| ------------------------------------------------------------------------------------- | --------------------------------------------------------------------------------------------------- | ------------------ | ------------------ | ------------- | --------- |
| With L.O.V.E                                                                          | - Date de sortie: 17 janvier 2008 - Label: Seoul Records, Nega Network - Format: CD, téléchargement | 7                  | —                  | - COR: 9,058+ |           |
| My Style                                                                              | - Date de sortie: 16 septembre 2008 - Label: Mnet Media, Nega Network - Format: CD, téléchargement  | 8                  | —                  | - COR: 8,524+ |           |
| Festa on Ice 2010                                                                     | - Date de sortie: 6 avril 2010 - Label: Mnet Media, Nega Network - Format: CD, téléchargement       | —                  | —                  |               |           |
| "—" signifie que le morceau ne s'est pas classé ou n'est pas sorti dans cette région. | |                    |                    |               |           |

### Albums compilatifs
| Titre                                                                                 | Détails sur l'album                                                              | Meilleure position | Meilleure position | Ventes        |
| Titre                                                                                 | Détails sur l'album                                                              | COR                | JPN                | Ventes        |
| ------------------------------------------------------------------------------------- | -------------------------------------------------------------------------------- | ------------------ | ------------------ | ------------- |
| Special Moments                                                                       | - Date de sortie: 8 août 2014 - Label: Nega Network - Format: CD, téléchargement | 5                  | —                  | - COR: 2,413+ |
| "—" signifie que le morceau ne s'est pas classé ou n'est pas sorti dans cette région. |                                                                                  |                    |                    |               |

## Singles
| Année                                                                                 | Titre                         | Meilleure position | Meilleure position | Meilleure position | Meilleure position | Ventes            | Album                    |
| Année                                                                                 | Titre                         | COR Gaon           | COR Hot 100        | JPN                | US World           | Ventes            | Album                    |
| En coréen                                                                             | En coréen                     | En coréen          | En coréen          | En coréen          | En coréen          | En coréen         | En coréen                |
| ------------------------------------------------------------------------------------- | ----------------------------- | ------------------ | ------------------ | ------------------ | ------------------ | ----------------- | ------------------------ |
| 2006                                                                                  | "다가와서"                    | —                  | —                  | —                  | —                  |                   | Your Story               |
| 2006                                                                                  | "Hold The Line" (ft. Cho PD)  | —                  | —                  | —                  | —                  |                   | Your Story               |
| 2007                                                                                  | "오아시스" (ft. Lee Jae Hoon) | —                  | —                  | —                  | —                  |                   | NC                       |
| 2007                                                                                  | "너에게 속았다"               | —                  | —                  | —                  | —                  |                   | 떠나라 미스김            |
| 2008                                                                                  | "L.O.V.E"                     | —                  | —                  | —                  | —                  |                   | With L.O.V.E             |
| 2008                                                                                  | "어쩌다"                      | —                  | —                  | —                  | —                  |                   | My Style                 |
| 2008                                                                                  | "My Style (Hidden Track)"     | —                  | —                  | —                  | —                  |                   | My Style (morceau caché) |
| 2009                                                                                  | "Candy Man"                   | —                  | —                  | —                  | —                  |                   | Sound-G                  |
| 2009                                                                                  | "Abracadabra"                 | —                  | —                  | —                  | —                  |                   | Sound-G                  |
| 2009                                                                                  | "Sign"                        | —                  | —                  | —                  | —                  |                   | Sound-G                  |
| 2010                                                                                  | "Magic (FOI 2010 주제곡)"     | 12                 | —                  | —                  | —                  |                   | Festa On Ice 2010        |
| 2011                                                                                  | "Hot Shot"                    | 2                  | 6                  | —                  | —                  | - COR: 1,662,032+ | Sixth Sense              |
| 2011                                                                                  | "Sixth Sense"                 | 1                  | 2                  | —                  | 18                 | - COR: 2,585,879+ | Sixth Sense              |
| 2011                                                                                  | "Cleansing Cream"             | 4                  | 6                  | —                  | —                  | - COR: 1,643,177+ | Sixth Sense              |
| 2012                                                                                  | "한 여름밤의 꿈"              | 7                  | 8                  | —                  | —                  | - COR: 1,157,848+ | NC                       |
| 2013                                                                                  | "Recipe"                      | 4                  | 7                  | —                  | —                  | - COR: 406,288+   | Black Box                |
| 2013                                                                                  | "Kill Bill"                   | 2                  | 7                  | —                  | 12                 | - COR: 625,798+   | Black Box                |
| 2013                                                                                  | "Tonight" (M&N)               | 19                 | 60                 | —                  | —                  | - COR: 100,301+   | NC                       |
| 2015                                                                                  | "Brave New World"             | 10                 | —                  | —                  | —                  | - COR: 306,604+   | Basic                    |
| En japonais                                                                           |                               |                    |                    |                    |                    |                   |                          |
| 2011                                                                                  | "Sign"                        | —                  | —                  | 24                 | —                  | - JPN: 4,259+     | NC                       |
| "—" signifie que le morceau ne s'est pas classé ou n'est pas sorti dans cette région. |                               |                    |                    |                    |                    |                   |                          |

## Autres chansons classées
| Année                                                                                 | Titre                     | Meilleure position | Meilleure position | Album                         |
| Année                                                                                 | Titre                     | COR                | COR K-Pop          | Album                         |
| ------------------------------------------------------------------------------------- | ------------------------- | ------------------ | ------------------ | ----------------------------- |
| 2011                                                                                  | "불편한 진실"             | 13                 | 23                 | Sixth Sense                   |
| 2011                                                                                  | "Vendetta"                | 62                 | 50                 | Sixth Sense                   |
| 2011                                                                                  | "Lovemotion"              | 63                 | 78                 | Sixth Sense                   |
| 2011                                                                                  | "La Boheme"               | 74                 | —                  | Sixth Sense                   |
| 2011                                                                                  | "Countdown (Interlude)"   | 148                | —                  | Sixth Sense                   |
| 2011                                                                                  | "Swing it Shorty (Intro)" | 183                | —                  | Sixth Sense                   |
| 2012                                                                                  | "Come With Me"            | 40                 | 57                 | The Original (Single digital) |
| 2013                                                                                  | "날아갈래"                | 36                 | —                  | Black Box                     |
| 2013                                                                                  | "Good Fellas"             | 61                 | —                  | Black Box                     |
| 2013                                                                                  | "After Club"              | 87                 | —                  | Black Box                     |
| 2013                                                                                  | "거짓말이야"              | 89                 | —                  | Black Box                     |
| 2013                                                                                  | "Boy"                     | 100                | —                  | Black Box                     |
| 2013                                                                                  | "Satisfaction"            | 101                | —                  | Black Box                     |
| 2013                                                                                  | "Mystery Survivor"        | 106                | —                  | Black Box                     |
| 2014                                                                                  | "Hush"                    | 42                 | —                  | Special Moments               |
| 2015                                                                                  | "Warm Hole"               | 60                 | —                  | Basic                         |
| 2015                                                                                  | "Time of Ice Cream"       | 62                 | —                  | Basic                         |
| 2015                                                                                  | "Wave"                    | 100                | —                  | Basic                         |
| "—" signifie que le morceau ne s'est pas classé ou n'est pas sorti dans cette région. |                           |                    |                    |                               |